# 地人会 (作曲家グループ)
地人会 (ちじんかい) は、1948年に発足した作曲家のグループ。1955年までに6回の演奏会を開催した。

## 概要
1948年7月18日、パリに学んだ平尾貴四男、東京音楽学校でクラウス・プリングスハイムに師事した安部幸明と高田三郎、日本大学で池内友次郎に師事した貴島清彦の4人の作曲家により、「地人会」が設立された。結成趣旨には「音楽の伝統を尊重し」「西洋文明と我々の文化遺産との問題」をみつめながら「地に足をつけて」前進することがうたわれた。メンバーには後に池内の弟子の島岡譲と、橋本國彦の弟子の小林福子が参加した。

## 演奏会
地人会の行った演奏会は次の通り。

### 地人会第1回作品発表会
1949年4月14日　毎日ホール
- 平尾貴四男：三重奏曲
- 安部幸明：弦楽四重奏曲第6番
- 貴島清彦：「孔雀船」より（伊良子清白詩）
- 高田三郎：Vnソナタ

### 地人会第2回作品発表会
1950年3月1日　毎日ホール
- 島岡譲：ベートーヴェンの主題による変奏曲
- 貴島清彦：弦楽四重奏曲第1番
- 高田三郎：VcとPfの為の小奏鳴曲
- 安部幸明：FlとPfの為の奏鳴曲第2番
- 平尾貴四男：奇想組曲

### 地人会第3回
1950年12月6日　YWCAホール
- 小林福子：主題と変奏曲
- 島岡譲：Vn奏鳴曲
- 高田三郎：立原道造の詩による4つの歌曲
- 安部幸明：弦楽四重奏曲第7番
- 平尾貴四男：管楽五四重奏曲

### 地人会4
1951年10月16日　YWCAホール
- 小林福子：Pfソナタ
- 貴島清彦：VnとPfの為のソナタ
- 平尾貴四男：Obソナタ
- 安部幸明：アルト・サクソフォーンとPfの為の嬉遊曲
- 高田三郎：室内組曲

### 平尾貴四男追悼演奏会
地人会、日本現代音楽協会主催
1954年12月15日　山葉ホール
- 平尾貴四男：FlとPfの為の小奏鳴曲
- 平尾貴四男：4つの日本民謡
- 平尾貴四男：ObとPfの為の奏鳴曲
- 平尾貴四男：VnとPfのための奏鳴曲
- 平尾貴四男：木管五重奏曲

### 地人会5
1955年3月3日　山葉ホール
- 安部幸明：弦楽四重奏曲第8番
- 貴島清彦：小管弦楽のための3つの瞑想曲
- 高田三郎：マリオネット
- 安部幸明：9楽器のための嬉遊曲